# Paula Lileen Rosengarthen
Paula Lileen Rosengarthen (* 23. Juni 1974 in Oberhausen) ist eine deutsche Schauspielerin, Autorin und Dozentin. Sie lebt in München und Berlin. 

## Leben
Sie arbeitet seit 1992 als Aktmodell; Bilder von ihr wurden unter anderem in der Reihe Mein heimliches Auge des Konkursbuch Verlag Claudia Gehrke, in L-MAG und in der Siegessäule veröffentlicht. Seit 2000 arbeitet sie als Konzepterin. Als Dozentin zu den Themen „SM und Feminismus“, „Spiele mit Nadeln“ und „Kommunikation der Subkulturen“ war sie auf der xplore04 präsent. Auf der xplore05 sprach sie zu den Themen „Körperkult und Schönheitsideal“, „101 Affären und kein Partner“ sowie „Spanking“. Im Rahmen der xplore06 gab sie Workshops zu den Themen „Genitalfolter am männlichen Subjekt“, „Scham im BDSM-Kontext“ sowie „Rollenspiele – hilfreiches Instrumentarium im spielerischen Bizarrsex“. Außerdem veranstaltet sie BDSM-Play-Partys und führt interdisziplinäre Workshops im Bereich Erotik, Kunst und Lebensphilosophie durch. Ab 2006 war sie im Vorstand des BDSM Berlin e. V. tätig.

## Filmografie
- 2003: Inspired – F wie Fetisch (Dokumentarfilm von Max von Stroemungen über die Fetischfilmerin Maria Beatty[1])
- 2004: Ecstasy in Berlin 1926 (von Maria Beatty)
- 2005: fucking different![2]
- 2006: Lost In Generation (Episodenfilm)[3]

## Weitere Werke
- Brennnesseldiät, in: Mein heimliches Auge, Das Jahrbuch der Erotik XIX, Konkursbuch Verlag Claudia Gehrke, 2004, ISBN 3-88769-190-3
- Schamerlebnis, in: Scham, Konkursbuch 43, Konkursbuch Verlag Claudia Gehrke, 2005, ISBN 3-88769-243-8